# Odesza
Odesza (читається як Оудеса) — американський електронний дует з Сіетла, штат Вашингтон, який складається з Гаррісона Міллса та Клейтона Найта. Гурт був створений у 2012 році, незадовго до того, як хлопці закінчили Університет Західного Вашингтону.
Свій дебютний альбом Summer's Gone дует випустив у 2012 році, голосно заявивши про себе в андеграундному музичному середовищі. Після цього був перший EP у 2013 році під назвою My Friends Never Die та другий студійний альбом In Return у 2014 році. 18 вересня 2015 року гурт випустив розширену версію останнього альбому під назвою In Return (Deluxe Edition) на лейблі Counter Records. До альбому увійшли також три треки з живих виступів, а також новий трек «Light (featuring Little Dragon)». 8 вересня 2017 року гурт випустив свій третій альбом A Moment Apart, який досягнув третього місця в чарті Billboard 200 та першого в Top Electronic/Dance Albums Chart. Він був номінований на найкращий танцювальний/електронний альбом на 60-й церемонії «Греммі», а пісня «Line of Sight» — на найкращу танцювальну пісню.
Дует заснував свій власний лейбл під назвою Foreign Family Collective.

## Історія

### Рання кар'єра
Гаррісон Міллс та Клейтон Найт познайомилися на першому курсі навчання в Університеті Західного Вашингтону, хоча у них не було спільних навчальних інтересів. Найт вивчав фізику і математику, а Міллс — графічний дизайн. Проте вони також і не працювали спільно в музичному напрямі аж до випускного курсу університету — 2012 року.
У дитячому віці Найт вивчав класичне фортепіано, а пізніше гру на гітарі.

#### Назва
Назва гурту - це угорське написання українського міста Одеси. Але хлопці назвали гурт на честь затонулого судна Гаррісонового дядька. В результаті катастрофи вижили тільки дядько та ще один член екіпажу. Оскільки назва Odessa вже використовувалась шотландським гуртом, хлопці обрали собі угорський варіант написання.
Поза гуртом, Міллс та Найт знані як Catacombkid та Beaches Beaches відповідно.

### 2012—2014:Summer's GoneтаIn Return
Дует досить швидко випустив свій перший альбом Summer's Gone 5 вересня 2012 року. А вже 9 листопада Odesza виступили на своєму першому концерті, на розігріві перед Teen Daze і Beat Connection у Белінгемі, штат Вашингтон. Невдовзі у них було 1 млн прослуховувань на Soundcloud перед їхнім дебютним EP My Friends Never Die, який вийшов через рік. Odesza було запрошено відкривати тур для Pretty Lights восени 2013 року. А вже свій перший тур вони розпочали 12 березня 2014 року. 1 жовтня 2014 року кількість прослуховувань на Soundcloud зросла до 30 млн. У 2014 році у північно-американському турі на підтримку альбому In Return, було повністю продано квитки на 28 концертів. 28 пісень Odesza займали перше місце на блозі Hype Machine, включаючи «How Did I Get Here», «Memories That You Call», «Lights», «All We Need (Autograf Remix)» та ін. Перший виступ на фестивалі був на Sasquatch! Music Festival. Після цього вони виступили на багатьох великих фестивалях, таких як Coachella, SXSW, Hangout Festival, Lightning in a Bottle, Governor's Ball Music Festival, Bonnaroo Music Festival, Firefly Music Festival, Free Press Summer Fest, та Lollapalooza.

### 2015—2016: Foreign Family Collective та тури
У березні 2015 року Odesza запустили проєкт Foreign Family Collective, так званий аутлет для музикантів та митців. Їхньою метою є допомога починаючим проєктам шляхом одноразових релізів синглів. Станом на листопад 2016, вийшло 39 синглів.
У листопаді 2015 року Odesza запустили свій офіційний додаток до iOS та Android.
18 січня 2016 хлопці випустили відеокліп на пісню «It's Only (feat. Zyra)».

### 2017:A Moment Apart
25 квітня 2017 Odesza випустили два цифрових сингли «Late Night» та «Line of Sight» feat. Wynne and Mansionair, які передують випуску третього студійного альбому. 12 червня 2017 року ще два сингли побачили світ: «Meridian» та «Corners Of The Earth» (feat. RY X). 8 вересня 2017 року вийшов новий альбом гурту A Moment Apart.
26 жовтня 2017 року вперше виступили на телебаченні на передачі Jimmy Kimmel Live!, де зіграли свої пісні «Line of Sight» та «Higher Ground». 28 листопада альбом A Moment Apart був номінований на найкращий танцювальний/електронний альбом на 60-й церемонії «Греммі», а пісня «Line of Sight» — на найкращу танцювальну пісню.
12 вересня 2018 року гурт випустив сингл «Loyal». Він досягнув 19-ї сходинки американського чарту US dance chart. Пісня набула широкої популярності після презентації компанії Apple своїх девайсів IPhone Xs, IPhone Xs Max, IPhone XR та Apple Watch 4, де вона стала музичним супроводом.
16 жовтня 2018 року Foreign Family Collective оголосили про запуск фестивалю SUNDARA, куратором якого став гурт Odesza. Фестиваль буде проводитись на курорті Barcelo Resort у Рів'єра Майя, Мексика. На перший фестиваль, який відбувся з 13 по 16 березня були запрошені такі артисти як RL Grime, Rüfüs Du Sol, Елісон Вондерленд, Jai Wolf та ін.

### 2020: Bronson
26 квітня 2020 року гурт оголосив, що він завершив спільний альбом з австралійським музикантом Golden Features. Наступного дня вони підтвердили, що новий альбом буде називатися так само як і новий проєкт музикантів — Bronson. 7 серпня світ побачив однойменний альбом новоствореного гурту.

### 2022:The Last Goodbye
8 лютого 2022 року вийшов сингл «The Last Goodbye». 22 липня вийшов четвертий студійний альбом гурту The Last Goodbye.

## Дискографія

### Студійні альбоми
- Summer's Gone — 2012
- In Return — 2014
- In Return (Deluxe Edition) — 2015
- A Moment Apart — 2017
- A Moment Apart  (Deluxe Edition) — 2017
- The Last Goodbye — 2022

### Спільні альбоми

#### У складі Bronson
- Bronson — 2020

### Міні-альбоми
- My Friends Never Die — 2013

### Альбоми реміксів
- My Friends Never Die Remixes — 2013
- Say My Name Remixes — 2014
- All We Need Remixes — 2015
- It's Only Remixes — 2016
- Higher Ground Remixes — 2017
- Across The Room Remixes — 2018
- Falls Remixes — 2018
- A Moment Apart Remixes — 2019

### Сингли
- «Sun Models» (featuring Madelyn Grant) — 2015
- «Say My Name» (featuring Zyra) — 2015
- «All We Need» (featuring Shy Girls) — 2015
- «Light» (featuring Little Dragon) — 2015
- «It's Only» (featuring Zyra) — 2016
- «Line of Sight» (featuring Wynne and Mansionair) — 2017
- «Late Night» — 2017
- «Meridian» — 2017
- «Corners of the Earth» (featuring RY X) — 2017
- «Higher Ground» (featuring Naomi Wild) — 2017
- «Loyal» — 2018
- «The Last Goodbye» (featuring Bettye LaVette) — 2022
- «Better Now» (featuring Maro) — 2022
- «Love Letter» (featuring The Knocks) — 2022
- «Behind the Sun» — 2022
- «Wide Awake» (featuring Charlie Houston) — 2022
- «Light of Day» (featuring Ólafur Arnalds) — 2022